# Filaret (Wozniesienski)

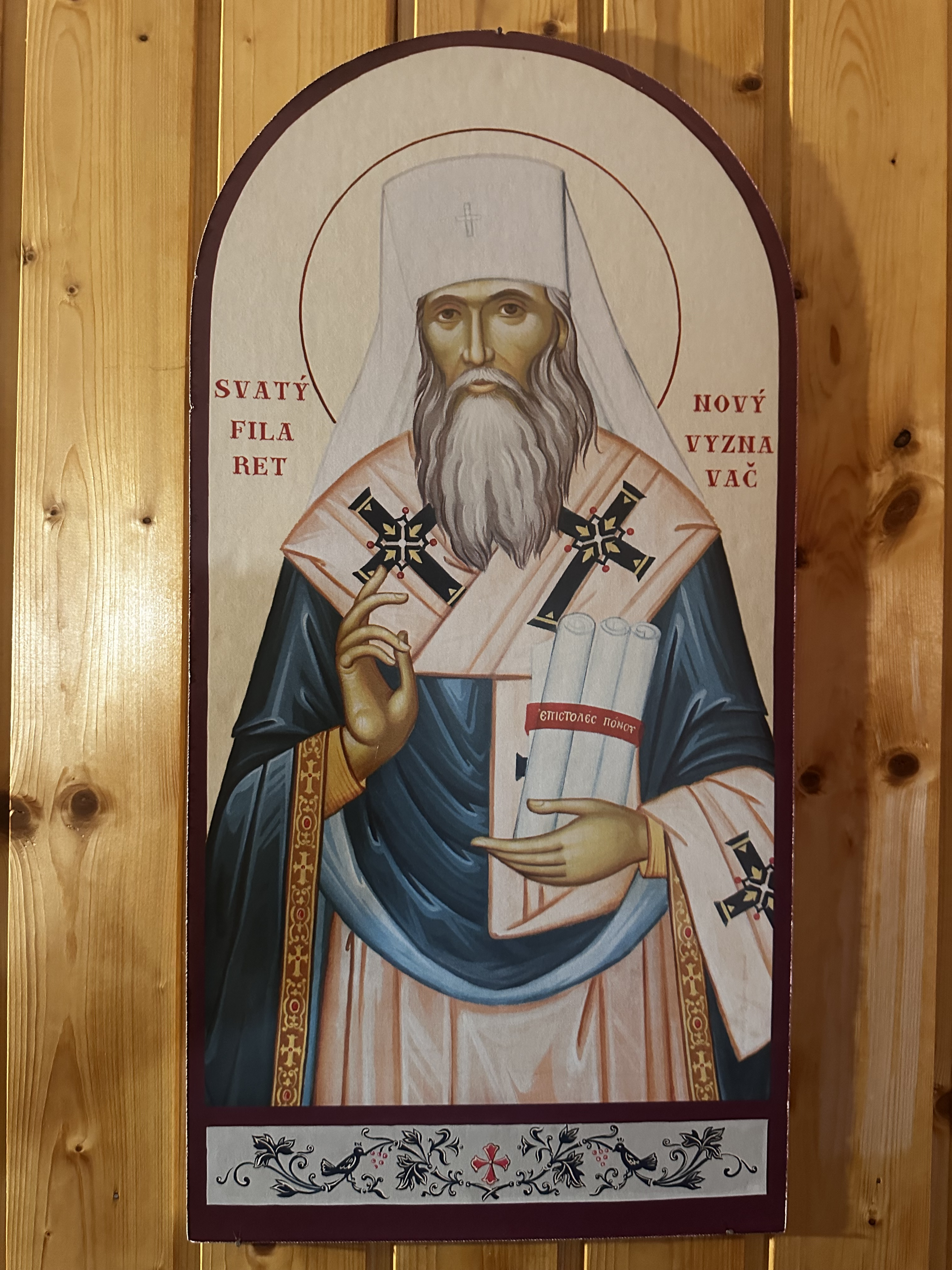
Metropolita Filaret

Filaret, imię świeckie Gieorgij Nikołajewicz Wozniesienski (ur. 9 marca?/22 marca 1903 w Kursku, zm. 21 listopada 1985 w Nowym Jorku) – trzeci zwierzchnik Rosyjskiego Kościoła Prawosławnego poza granicami Rosji.

## Życiorys
Jako sześciolatek przeniósł się razem z rodzicami do Błagowieszczeńska nad Amurem, gdzie ukończył ośmioklasowe gimnazjum. Gdy miał 18 lat, zmarła jego matka, zaś ojciec wstąpił do monasteru, przyjmując imię Dymitr. Gieorgij udał się do Harbinu, gdzie ukończył Rosyjsko-Chiński Instytut Politechniczny na kierunku elektromechanika, w 1927. Cztery lata później uzyskał również dyplom kursu teologii pastoralnej na uniwersytecie św. Włodzimierza. W 1930 przyjął święcenia diakońskie, zaś w 1931 złożył śluby zakonne z imieniem Filaret. W 1932 został hieromnichem, zaś po roku otrzymał godność igumena. W 1937 został archimandrytą. Działalność duszpasterską łączył z pracą akademicką jako wykładowca homiletyki i teologii pastoralnej.
Po zajęciu Mandżurii przez Armię Czerwoną odmówił przyjęcia obywatelstwa ZSRR. W swoich publicznych wystąpieniach i kazaniach wielokrotnie dokonywał zdecydowanej krytyki ustroju Związku Radzieckiego i prześladowań Cerkwi Rosyjskiej przez władze. Pozostawał w kontakcie korespondencyjnym z metropolitą Rosyjskiego Kościoła Prawosławnego poza granicami Rosji Anastazym. Ostatecznie pod długich staraniach Synod Biskupów tegoż Kościoła uzyskał dla niego możliwość wyjazdu do Hongkongu, skąd w 1962 archimandryta Filaret zdołał wyjechać do Brisbane. W roku następnym został biskupem pomocniczym eparchii Sydney, Australii i Nowej Zelandii z tytułem biskupa Brisbane. Dwa lata później został biskupem ordynariuszem nowo powstałej eparchii wschodnioamerykańskiej i nowojorskiej. Wkrótce potem Sobór Biskupów Kościoła wybrał go Pierwszym Hierarchą Kościoła, na miejsce metropolity Anastazego odchodzącego w stan spoczynku.
Rosyjskim Kościołem Prawosławnym poza granicami Rosji kierował przez 21 lat. W tym czasie Kościół zainicjował III Sobór Diaspory, w czasie którego Cerkiew Zagraniczna kanonizowała świętych Jana Kronsztadzkiego, Hermana z Alaski, Ksenię z Petersburga oraz rozpoczęła kanonizacje kolejnych grup nowomęczenników rosyjskich.
Zmarł w 21 listopada 1985 w Nowym Jorku.